# Березанка
Березанка (на украински: Березанка) е селище от градски тип в Южна Украйна, Березански район на Николаевска област. Основано е през 1876 година. Населението му е около 4132 души (2018).
1. ↑  www.ukrstat.gov.ua